# Symplocos arborea
Symplocos arborea är en tvåhjärtbladig växtart som först beskrevs av Vieillard, och fick sitt nu gällande namn av Brongniart och Gris. Symplocos arborea ingår i släktet Symplocos och familjen Symplocaceae. Inga underarter finns listade i Catalogue of Life.